# Rio Gramame

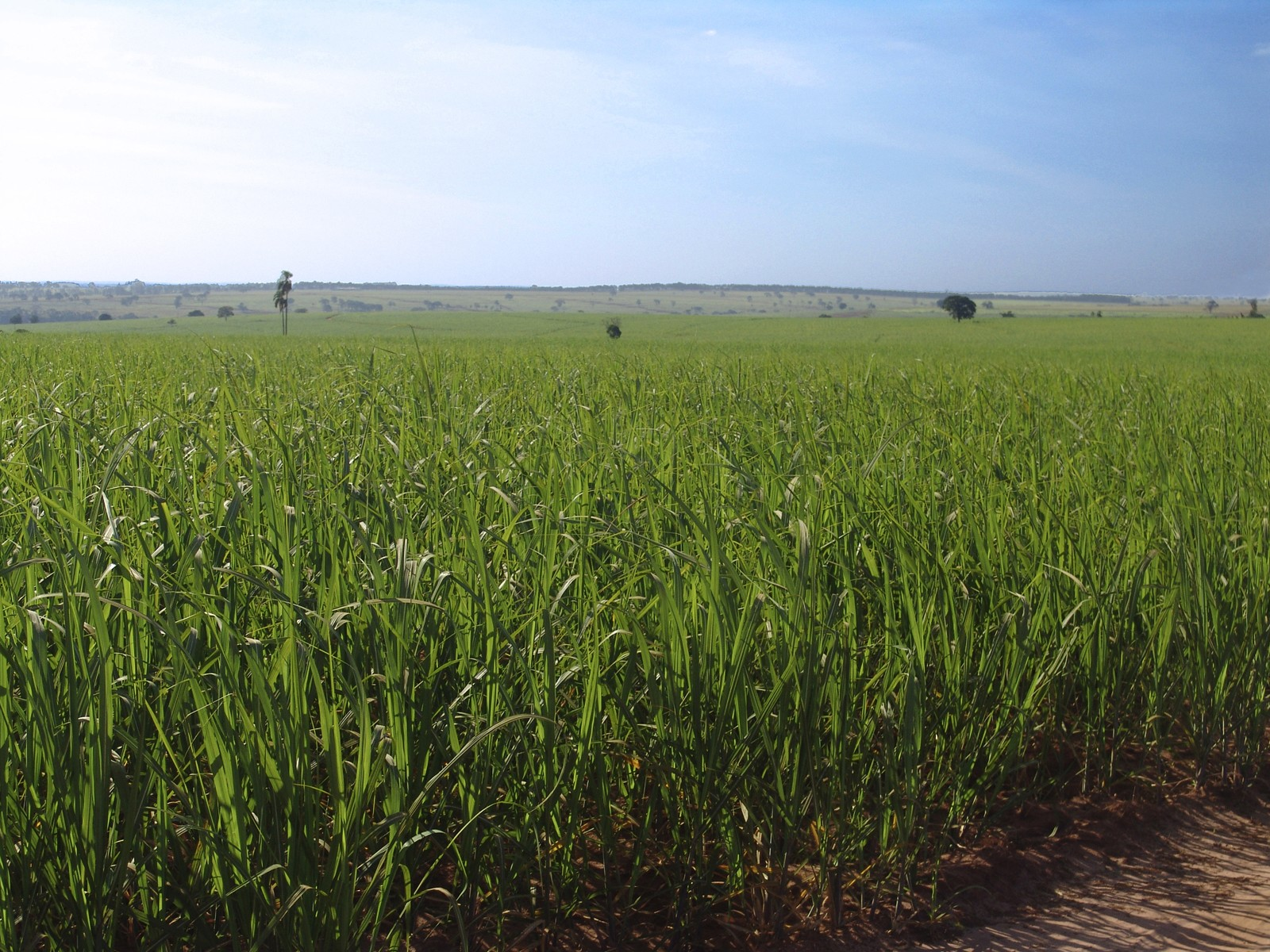
Extensos canaviais cobrem as margem do rio por todo seu curso. Tal cultura é parte do problema do assoreamento de seu leito e da poluição causada pela descarga de vinhoto.

O rio Gramame é um rio brasileiro que banha o litoral do estado da Paraíba. Por se localizar em torno da Grande João Pessoa, é uma bacia que tem sofrido muita ação da presença humana. O intensivo desmatamento de sua bacia é o grande responsável por seu constante assoreamento.

## História

### Etimologia
Segundo o livro História da Paraíba, do historiador Horácio de Almeida, há controvérsia sobre a origem do termo: o geógrafo português Aires de Casal acreditava que etimologicamente a palavra «Gramame» seria a corruptela do termo tupi guaramame, que em português significa «o lugar dos guarás», sendo essa a mesma interpretação do antropólogo Von Martius.
Já o historiador Teodoro Sampaio cria que a palavra pudesse provir de guira-mame («bando de pássaros»).

### Povoamento da região
No início do século XVII engenhos de açúcar e fazendas começaram a ser implantados na região. Meio século mais tarde, em 1636, Elias Herckmans, administrador colonial neerlandês, vindo para a Paraíba proveniente de Recife, então capital do Brasil Holandês, teve que se deter às margens do Gramame e Mumbaba em virtude de cheias grandiosas que assolavam a região do litoral paraibano. Sobre essa viagem de Herckmans às margens do Gramame-Mumbaba, lê no livro Cronologia pernambucana: 1631 a 1654 o seguinte trecho:
Saído do Recife, Herckmann pernoitou em Igaraçu, daí, margeando o rio Gramane e o Mumbaba, foi à vila Frederica, na Paraíba, onde consegue guias (...).
Historicamente, a região do rio Gramame sempre teve relevante produção de frutas e cana-de-açúcar, que abastecem sobretudo os mercados das cidades limítrofes a sua bacia, incluindo João Pessoa. Há décadas estudos vêm apontando o uso de pesticidas com vários graus de toxicidade (inclusive extrema e alta) nas áreas irrigadas da margem do rio.

## Bacia
A bacia do rio Gramame localiza-se entre as latitudes 7º11' e 7º23' sul e as longitudes 34º48' e 35º10' oeste do litoral do estado da Paraíba, dentro da microrregião de João Pessoa. Sua bacia, a qual drena uma área de 589,10 km², banha sete municípios paraibanos: Alhandra, Conde, Cruz do Espírito Santo, João Pessoa, Pedras de Fogo, São Miguel de Taipu e Santa Rita. É a principal reserva hídrica destinada ao abastecimento da Grande João Pessoa, através das barragens de Gramame–Mamuaba, que detém a capacidade de 56,4 milhões de metros cúbicos de água.
O rio tem 54,3 km de extensão e nasce na região do Oratório, em Pedras de Fogo, desaguando na Barra de Gramame, Oceano Atlântico, limite entre João Pessoa e Conde. A maior parte do seu curso assenta-se sobre sedimentos do grupo Barreiras, de origem no Terciário, e aluviões, cobertura arenosa, depósitos aluviais e areia branca do Quaternário. São seus afluentes da margem direita: rio Utinga, rio Pau Brasil. riachos Pitanga, Ibura, Piabuçu e rio Água Boa. Na margem esquerda: riachos Santa Cruz, da Quizada, do Bezerra, do Angelim, Botamonte, rio Mamuaba, rio Camaço e rio Mumbaba.